# Padaung
Padaung (Ka-Kaung, Kayan, Kayang), podgrupa Karena naseljeni u Burmi, u šumama zapadno od rijeke Salween na jugu države Shan i brdima istočno od Toungooa, u državi Kayah i susjednim predjelima Tajlanda. Sami sebe nazivaju Ka-Kaung ili 'narod koji živi na vrhu brda'. Padaungi su poznati po vratnim ukrasima koje nose njihove žene, zbog čega su često označavane podrugljivim imenima  'žirafe'  ili  'dugovrate' . Uzrok ovog običaja nije točno utvrđen. Ovi ukrasi su veliki brončani kolutovi koji se stavljaju na vrat još kod malenih petogodišnjih djevojčica, a njihov broj raste godinama sve do njihove udaje. Pridodavanjem novih kolutova dolazi do izduženja vratova, zbog čega su postali antropološka turistička atrakcija. Zbog ovakvog izrabljivanja, kada žene Padaunga odlaze u grad oko vrata vežu marame, kako ne bi izazivale pozornost.
U Tajlandu Padaungi imaju 3 sela u distriktu Muang u provinciji Mae Hong Son. Populacija im iznosi oko 58,000 (UN Country Population 2007). Navodno su mongolskog porijekla.

## Vanjske poveznice
- Žene Žirafe: Okovane zbog tigra, zmaja ili dolara, Jutarnji list[neaktivna poveznica] (hrv.)
- Padaung (engl.)
- The Padaung  Arhivirana inačica izvorne stranice od 24. lipnja 2008. (Wayback Machine) (engl.)